# Терненго
Терненго (итал. Ternengo) је насеље у Италији у округу Бијела, региону Пијемонт.
Према процени из 2011. у насељу је живело 251 становника. Насеље се налази на надморској висини од 440 м.

## Становништво
Према резултатима пописа становништва 2011. у општини је живело 298 становника.
| 1931. | 1936. | 1951. | 1961. | 1971. | 1981. | 1991. | 2001. | 2011. |
| ----- | ----- | ----- | ----- | ----- | ----- | ----- | ----- | ----- |
| 328   | 325   | 381   | 394   | 262   | 252   | 320   | 307   | 298   |